# Amaranthus pumilus
Amaranthus pumilus är en amarantväxtart som beskrevs av Constantine Samuel Rafinesque. Amaranthus pumilus ingår i släktet amaranter, och familjen amarantväxter. Inga underarter finns listade i Catalogue of Life.

## Bildgalleri

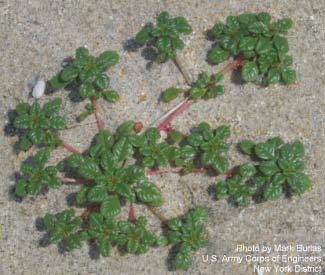
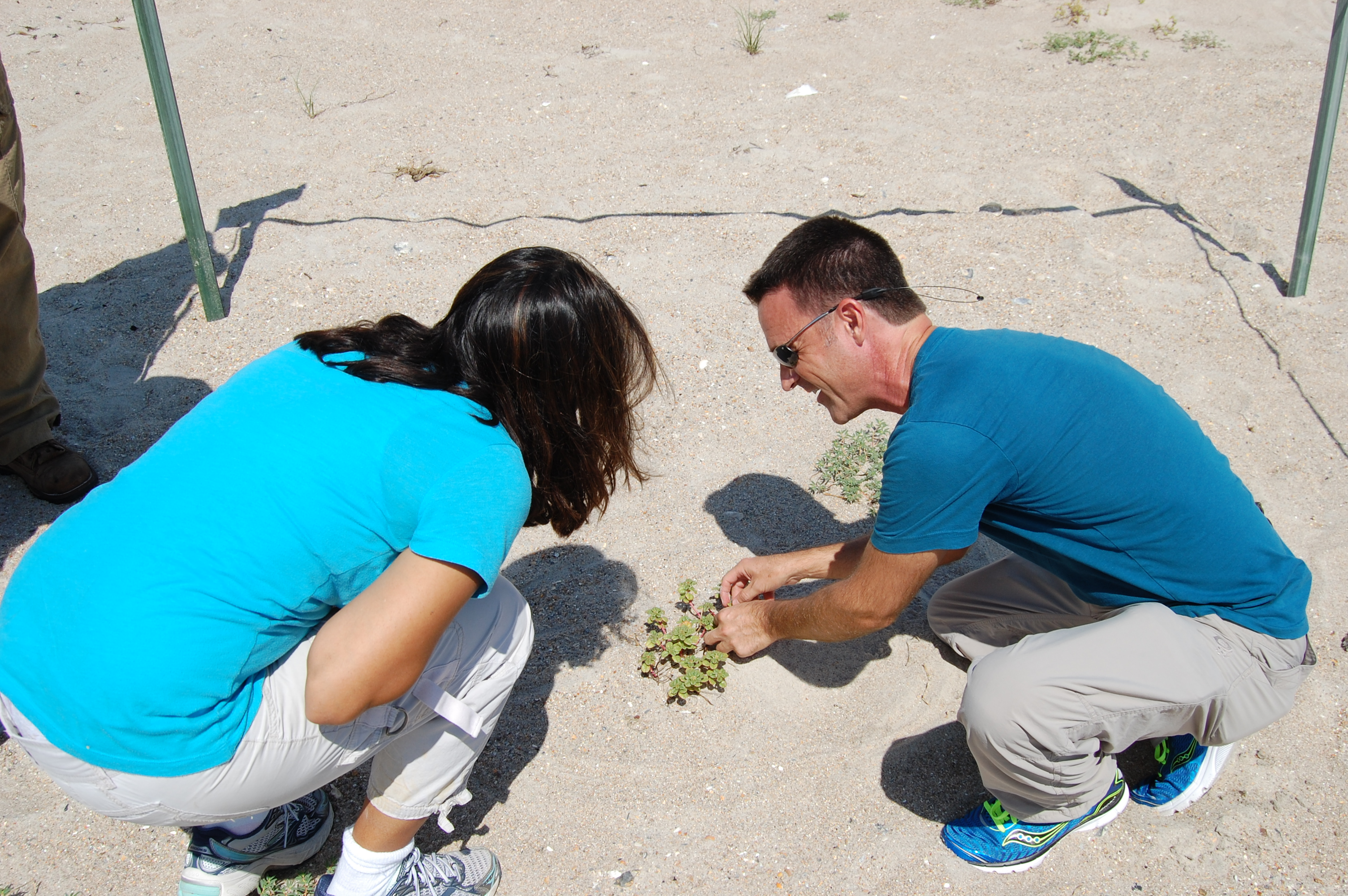
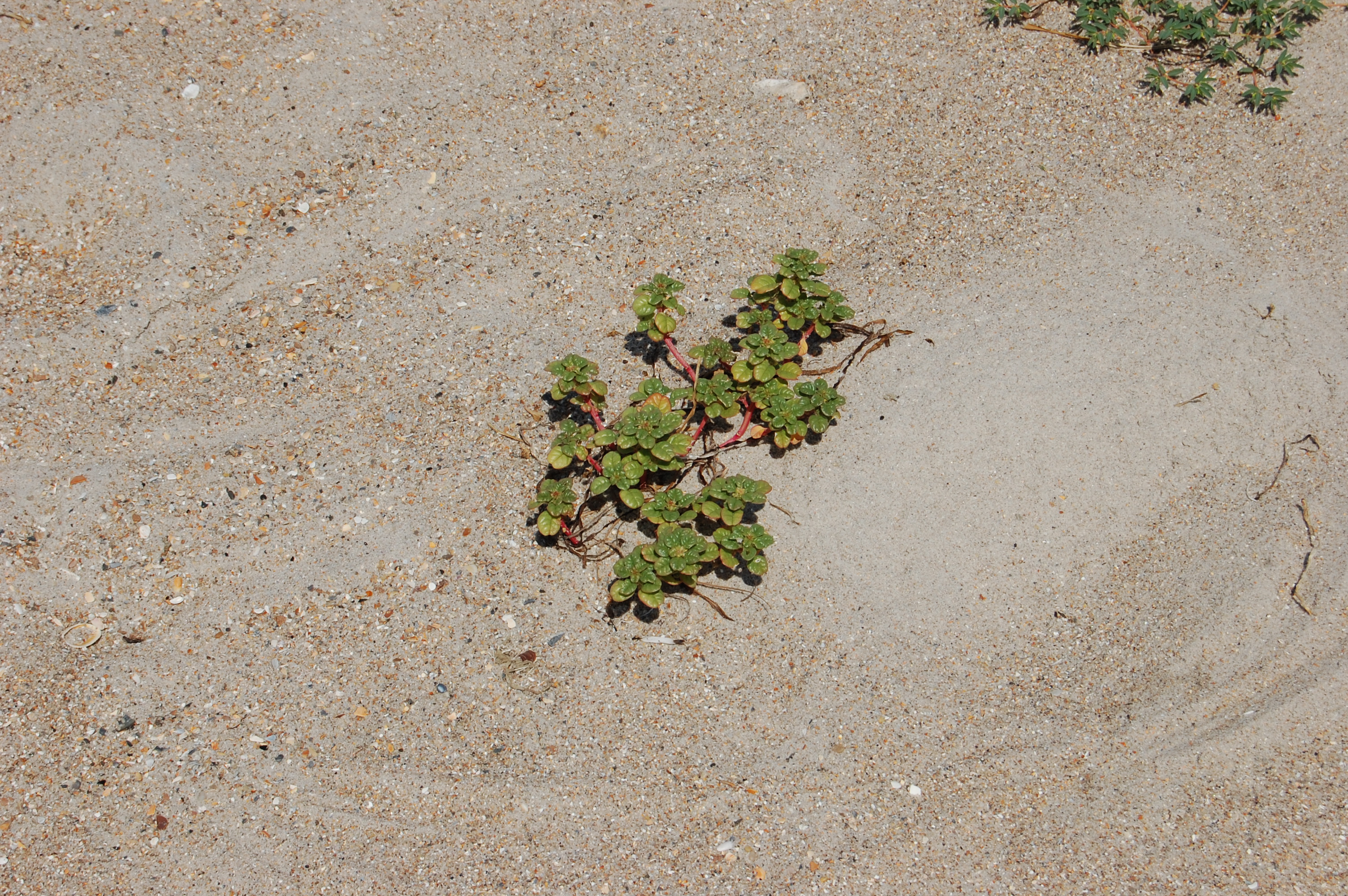
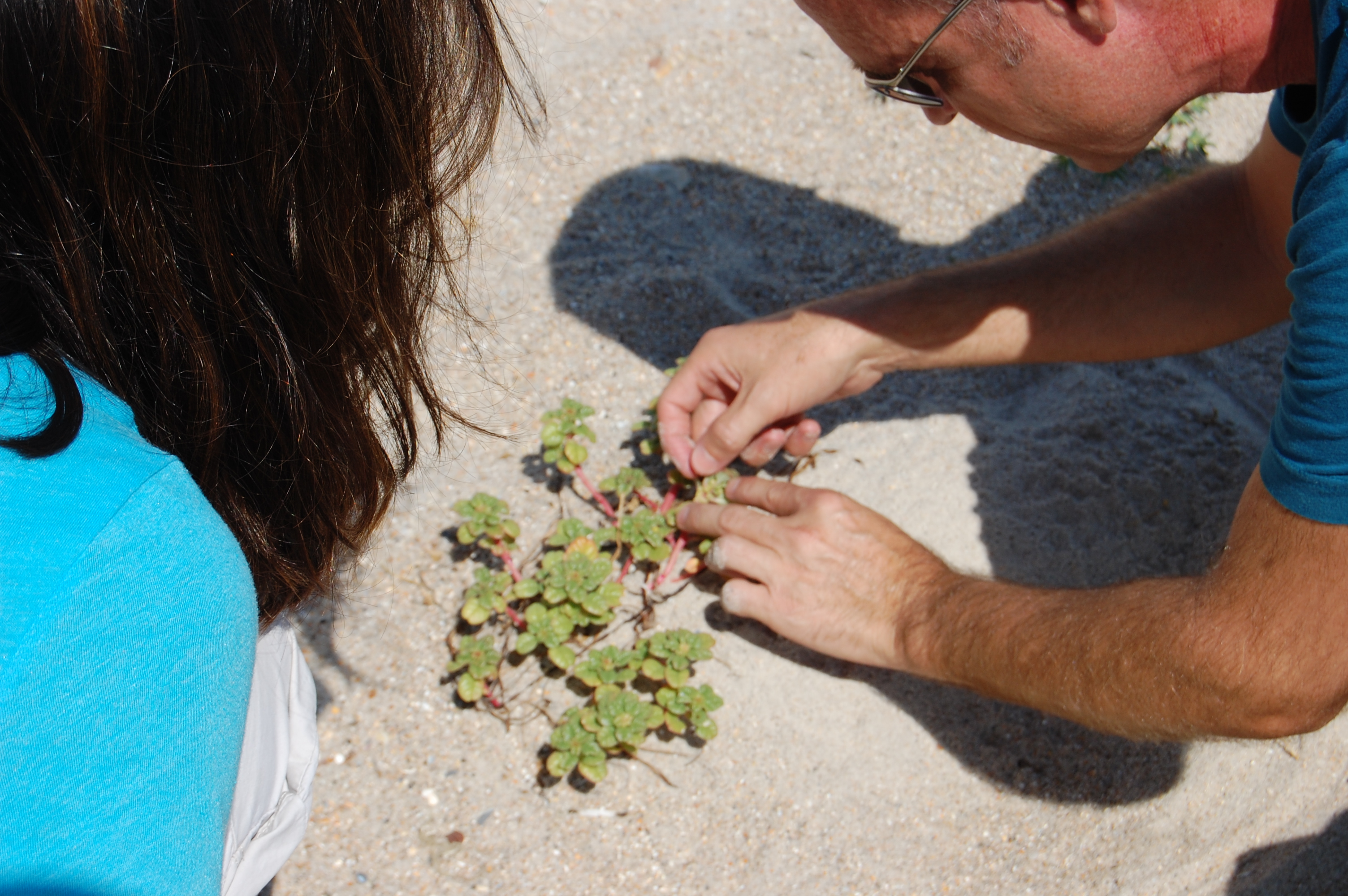